# Liphistius dangrek
Liphistius dangrek SCHWENDINGER, 1996 è un ragno appartenente al genere Liphistius della famiglia Liphistiidae.
Il nome del genere deriva dalla radice prefissoide greca λιπ-, lip-, abbreviazione di λιπαρός, liparòs cioè unto, grasso, e dal sostantivo greco ἱστίον, istìon, cioè telo, velo, ad indicare la struttura della tela che costruisce intorno all'apertura del cunicolo.
Il nome proprio deriva dai Monti Dângrêk, catena di colline al confine sudorientale della Thailandia con la Cambogia, luogo di rinvenimento.

## Caratteristiche
Ragno primitivo appartenente al sottordine Mesothelae: non possiede ghiandole velenifere, ma i suoi cheliceri possono infliggere morsi piuttosto dolorosi

## Distribuzione
Rinvenuta sui Monti Dângrêk, al confine Thailandia e Cambogia.

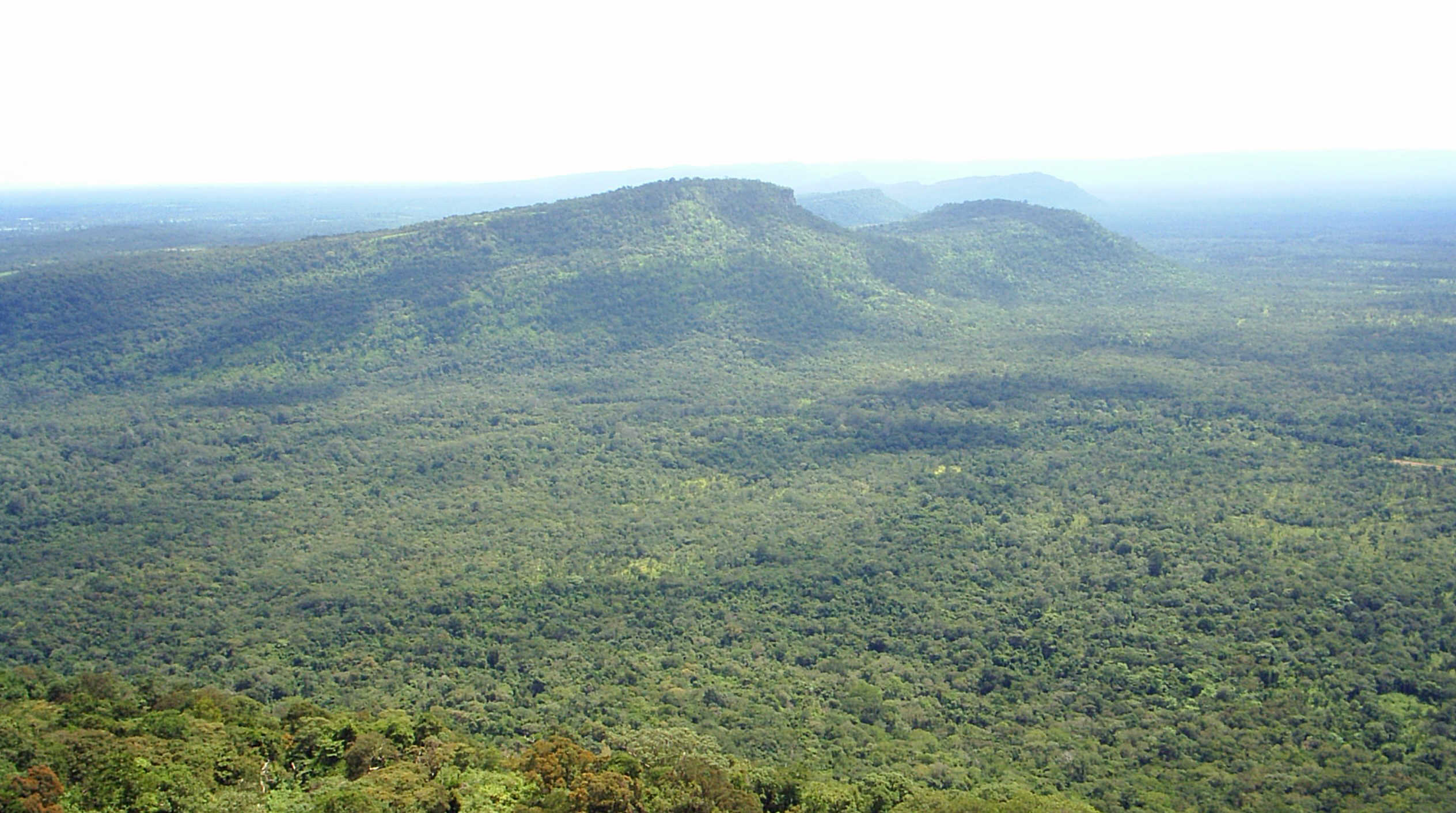
Panoramica dei Monti Dângrêk dove è stata scoperta questa specie